# Benjamin Giraud
Benjamin Giraud (Marsella, 23 de enero de 1986) es un ciclista francés que fue profesional entre 2011 y 2017. Desde 2023 ejerce de director deportivo en el equipo Cofidis.

## Palmarés
2011
- 1 etapa del Circuito de las Ardenas

2013
- 1 etapa del Tour de Taiwán
- 1 etapa de la Vuelta al Lago Qinghai
- 2 etapas del Tour de China I

2014
- 1 etapa del Tour de Taiwán

2015
- 1 etapa del Tour de Hainan